# Matjaž Brumen
Matjaž Brumen, slovenski rokometaš, * 23. december 1982, Ljubljana.
Brumen je za Slovenijo nastopil na Poletnih olimpijskih igrah 2004 v Atenah, kjer je z reprezentanco osvojil enajsto mesto. Leta 2003 je prejel štirimesečno prepoved tekmovanja zaradi dopinga.